# 罗伯特·施图德
罗伯特·施图德（德語：Robert Studer，1912年2月17日—？），瑞士男子手球运动员。他曾代表瑞士参加1936年夏季奥林匹克运动会手球比赛，获得一枚铜牌。他在赛事期间上场四次。